# Secrétariat au Tourisme du Mexique
Le Secrétariat au Tourisme du Mexique est l'un des membres du cabinet présidentiel du Mexique, abrégé « SECTUR ».

## Liste des secrétaires
- Gouvernement Luis Echeverría
  - (1975 - 1976) : Julio Hirschfeld Almada

- Gouvernement José López Portillo
  - (1976 - 1980) : Guillermo Rossell de la Lama
  - (1980 - 1982) : Rosa Luz Alegría Escamilla

- Gouvernement Miguel de la Madrid
  - (1982 - 1988) : Antonio Enríquez Savignac

- Gouvernement Carlos Salinas de Gortari
  - (1988 - 1990) : Carlos Hank González
  - (1990 - 1993) : Pedro Joaquín Coldwell
  - (1993 - 1994) : Jesús Silva Herzog Flores

- Gouvernement Ernesto Zedillo
  - (1994 - 1997) : Silvia Hernández Enríquez
  - (1997 - 2000) : Óscar Espinosa Villarreal

- Gouvernement Vicente Fox
  - (2000 - 2004) : Leticia Navarro
  - (2004 - 2006) : Rodolfo Elizondo Torres

- Gouvernement Felipe Calderón
  - (2006 - 2010) : Rodolfo Elizondo Torres
  - (2010 - 2012) : Gloria Guevara Manzo

- Gouvernement Enrique Peña Nieto
  - (2012 - 2015) : Claudia Ruiz Massieu
  - (2015 - 2018) : Enrique de la Madrid Cordero

- Gouvernement Andrés Manuel López Obrador
  - (2018 - 2024) : Miguel Torruco Marqués

- Gouvernement Claudia Sheinbaum
  - (depuis 2024) : Joséfina Rodríguez Zamora